# Беляев, Юрий Владимирович
Юрий Владимирович Беляев (род. 4 ноября 1992 года Одесса, Украина) — белорусский фигурист, выступающий в танцах на льду. Многократный чемпион Беларуси (2013—2015, 2017—2018 годы).
По состоянию на 19 июня 2018 года белорусская пара занимает 62-е место в рейтинге Международного союза конькобежцев (ИСУ).

## Карьера
Начал заниматься фигурным катанием в Минске в 1996 году под руководством матери — Т. И. Беляевой. Выступает в паре с Викторией Ковалёвой. На международном уровне дебютировал в 2006 году в Дортмунде (Германия).
В марте 2011 года белорусская пара дебютировала на юниорском чемпионате мира в Южной Корее, где не смогли пройти в финальную часть чемпионата. Однако через год дома в Минске на очередном юниорском мировом чемпионате они уже показывали произвольный танец.
Осенью 2015 года впервые дебютировали на этапе Гран-при. На европейском чемпионате 2016 года впервые сумели отобраться в произвольную программу. На мировом чемпионате в США пара повторила своё прошлогоднее достижение, но вновь не отобрались в произвольную программу.
Предолимпийский сезон белорусская пара начала в конце сентября в Германии на ежегодном турнире Небельхорн, где они замкнули восьмёрку лучших танцоров турнира. В начале ноября белорусские танцоры дебютировали на этапе Гран-при в Москва, где на Кубке Ростелекома заняли последнее место. Через неделю белорусы выступали на очередном этапе Гран-при в Париже, где на турнире Trophée de France они вновь финишировали последними. Далее они выступали на домашнем турнире Ледовые звёзды, где финишировали пятыми. В конце ноября пара выступала на таллинском трофее, где они выступили не совсем уверенно, финишировали во второй десятке. В декабре они в очередной раз стали чемпионами страны. В начале января 2017 года в Польше финишировали седьмыми на Кубке Нестли Несквик. В конце января белорусы выступали в Остраве на европейском чемпионате, где они довольно уверенно вошли в финальную часть чемпионата, однако в итоге финишировали в конце второй двадцатке. В конце марта белорусские фигуристы выступали на мировом чемпионате в Хельсинки, где выступили относительно удачно, заняли лучшее место на чемпионате мира.
Новый олимпийский сезон белорусские фигуристы начали в Братиславе, где выступили не совсем удачно на турнире Мемориал Ондрея Непелы, они финишировали в конце десятки. В конце месяца пара приняла участие в Оберсдорфе, где на квалификационном турнире Небельхорн они финишировали во второй десятке и не сумели завоевать для своей страны путёвку на зимние Олимпийские игры. Через три недели они выступали на домашнем турнире, но не закончили его. На национальном чемпионате в столице они в очередной раз стали чемпионами страны. В середине января 2018 года белорусские танцоры выступали на континентальном чемпионате в Москве, где они выступили очень неудачно, замкнув двадцатку. На мировом чемпионате в конце марта в Милане белорусские танцоры, как всегда, не попали в финальную часть.

## Программы
(с В. Ковалёвой)
| Сезон     | Короткий танец                                                                    | Произвольный танец                                                                            |
| --------- | --------------------------------------------------------------------------------- | --------------------------------------------------------------------------------------------- |
| 2013—2014 | - Фокстрот: Lazy River (Майкл Бубле) - Квикстеп: Creep (Ричард Чиз)               | - Tea Party (Кёрли) - Follow Me Down (30H!3 feat. Neon Hitch) - Her Name Is Alice (Shinedown) |
| 2012—2013 | Взрослый уровень: - Полька Юниорский уровень: - Summertime (Тим Гонсалес) - Свинг | - I Would Do Anything for Love (Мит Лоуф)                                                     |
| 2011—2012 | - I'm Not Giving You Up by Gloria Estefan - Smooth by Santana                     | - Tango Criminale                                                                             |
| 2010—2011 | - Телохранитель (саундтрек) - Student's Heart                                     | - Love and Dance (саундтрек)                                                                  |
| 2009—2010 | - Белорусская полька                                                              | - Рок-н-ролл (попурри)                                                                        |

## Результаты выступлений

### После сезона 2015/2016
| Соревнования/Сезон                | 2016—2017 | 2017—2018 |
| --------------------------------- | --------- | --------- |
| Чемпионат мира                    | 27        | 28        |
| Чемпионат Европы                  | 20        | 20        |
| Этапы Гран-при: Кубок Ростелекома | 10        |           |
| Этапы Гран-при: Trophée de France | 10        |           |
| Nebelhorn Trophy                  | 8         | 11        |
| Таллинский трофей                 | 12        |           |
| Мемориал Непелы                   |           | 9         |
| Все звёзды (Минск)                | 5         | WD        |
| Кубок Нестли Несквик              | 7         |           |
| Чемпионат Беларуси                | 1         | 1         |

- WD — пара снялась с соревнований по медицинским причинам.

### До сезона 2016/2017
CS: Challenger Series; JGP: Junior Grand Prix
| Международные                         | Международные | Международные | Международные | Международные | Международные | Международные | Международные | Международные | Международные |
| Соревнование                          | 2007—08       | 2008—09       | 2009—10       | 2010—11       | 2011—12       | 2012—13       | 2013—14       | 2014—15       | 2015—16       |
| ------------------------------------- | ------------- | ------------- | ------------- | ------------- | ------------- | ------------- | ------------- | ------------- | ------------- |
| Чемпионаты мира                       |               |               |               |               |               | 29            | 32            | 28            | 28            |
| Чемпионаты Европы                     |               |               |               |               |               |               | 28            | 25            | 16            |
| GP Rostelecom Cup                     |               |               |               |               |               |               |               |               | 7             |
| CS Denkova-Staviski Cup               |               |               |               |               |               |               |               |               | 2             |
| CS Мордовские узоры                   |               |               |               |               |               |               |               |               | 5             |
| CS Volvo Cup                          |               |               |               |               |               | 2 J.          |               | 2             |               |
| Ice Star                              |               |               |               |               |               | 1 J.          | 2 J.          | 3             | 2             |
| Международные: юниорские              |               |               |               |               |               |               |               |               |               |
| Чемпионат мира (юниоры)               |               |               |               | 23            | 19            | 21            | 15            |               |               |
| JGP Австрия                           |               |               |               |               |               | 11            |               |               |               |
| JGP Беларусь                          |               | 11            | 11            |               |               |               | 5             |               |               |
| JGP Чехия                             |               | 15            |               | 11            |               |               |               |               |               |
| JGP Эстония                           |               |               |               |               |               |               | 6             |               |               |
| JGP Франция                           |               |               |               |               |               | 9             |               |               |               |
| JGP Венгрия                           |               |               | 16            |               |               |               |               |               |               |
| JGP Польша                            |               |               |               |               | 8             |               |               |               |               |
| JGP Румыния                           |               |               |               | 9             |               |               |               |               |               |
| NRW Trophy                            |               | 1             | 11 J.         |               |               |               |               |               |               |
| Pavel Roman                           |               |               |               | 9 J.          | 2 J.          |               | 1 J.          |               |               |
| Santa Claus Cup                       |               |               |               |               |               | 6 J.          |               |               |               |
| Национальные                          |               |               |               |               |               |               |               |               |               |
| Чемпионат Беларуси                    | 5             |               | 2             | 2             | 2             | 1             | 1             | 1             |               |
| Обозначения: N. = Novice; J. = Junior |               |               |               |               |               |               |               |               |               |